# Hard Driving Jazz
| Recensione | Giudizio |
| ---------- | -------- |
| AllMusic   | [ 1 ]    |

Hard Driving Jazz (pubblicato anche come Stereo Drive) è un album discografico del 1959 del Cecil Taylor Quintet; venne ripubblicato nel 1963 come Coltrane Time e accreditato al solo John Coltrane, che faceva parte del Cecil Taylor Quintet. 

## Descrizione
L'album venne pubblicato nel 1959 con due diversi titoli: Hard Driving Jazz (UAL 4014) in edizione mono, e come Stereo Drive (UAS 5014), nella versione stereo.
La versione in compact disc pubblicata dalla Blue Note Records è quella accreditata a Coltrane. Si tratta dell'unica registrazione conosciuta dove figurano insieme Coltrane e Taylor.
Cecil Taylor ha descritto come la casa discografica si rivelò determinante nella scelta dei musicisti coinvolti nelle sessioni: «Dissi che Coltrane era ok, ma volevo anche usare tutti i musicisti che volevo io. Avrei voluto coinvolgere Ted Curson, che era un trombettista molto più contemporaneo di Kenny Dorham, con il quale finii a suonare sull'album».

## Tracce
1. Shifting Down – 10:43 (Cecil Taylor)
2. Just Friends – 6:17 (John Klenner, Lewis)
3. Like Someone in Love – 8:13 (Burke, Van Heusen)
4. Double Clutching – 8:18 (Taylor)

## Formazione
- Cecil Taylor — pianoforte
- Kenny Dorham — tromba
- John Coltrane — sassofono tenore
- Chuck Israels — contrabbasso
- Louis Hayes — batteria